# Cucullia caninae
Cucullia caninae är en fjärilsart som beskrevs av Jules Pièrre Rambur 1833. Cucullia caninae ingår i släktet Cucullia och familjen nattflyn. Inga underarter finns listade i Catalogue of Life.